# 阿列克谢·彼得罗维奇·赫沃斯特
阿列克谢·彼得罗维奇·赫沃斯特 (俄语：Алексе́й Петро́вич Хвост，?—1357年）是莫斯科大公國一位波雅尔，也是一位季夏茨基。其於1347年首次被文獻提及，當時他是大親王谢苗一世的使者。